# Acacia macdonnellensis
Acacia macdonnellensis är en ärtväxtart som beskrevs av Maconochie. Acacia macdonnellensis ingår i släktet akacior, och familjen ärtväxter.

## Underarter
Arten delas in i följande underarter:
- A. m. macdonnellensis
- A. m. teretifolia